# Herrnrointalm
Die Herrnrointalm (auch: Herrenrointalm) ist eine Alm in der Gemarkung Forst Königssee in der Gemeinde Schönau am Königssee.
Das ehemalige Bauernhaus, welches jetzt die Diensthütte auf der Herrnrointalm ist, steht unter Denkmalschutz und ist unter der Nummer D-1-72-132-95 in die Bayerische Denkmalliste eingetragen.

## Baubeschreibung
Das ehemalige Bauernhaus der Herrnrointalm ist ein eingeschossiger, verputzter Bruchsteinbau mit Flachsatteldach und Kniestock. Das Gebäude wurde Ende des 19. Jahrhunderts errichtet.

## Heutige Nutzung
Die Herrnrointalm wurde aufgelassen und ist nicht bewirtet. Das Bauernhaus befindet sich in Privatbesitz.

## Lage
Die Herrnrointalm befindet sich am Sommerbichel oberhalb des Königssees auf einer Höhe von 1275 m ü. NN. Unweit der Herrnrointalm befindet sich die Kührointalm mit Kührointhütte und das Bundespolizeitrainingszentrum Kührointhaus.